# Midrasz
A Midrasz (ejtsd: midrás) egy lengyel zsidó folyóirat, amely Varsóban jelenik meg 1997 áprilisától. Aktuális és történelmi ügyekkel egyaránt foglalkozik, valamint véleményeket, esszéket és könyvkritikákat is közöl. Alapítója Konstanty Gebert, jelenlegi főszerkesztője Piotr Paziński.
Szerzői közé tartozik Zygmunt Bauman, Anna Bikont, Abraham Brumberg, Krzysztof Czyżewski, Henryk Dasko, Wilhelm Dichter, Jan Doktór, Michał Friedman, Konstanty Gebert, Daniel Grinberg, Henryk Grynberg, Henryk Halkowski, Eva Hoffman, Uri Huppert, Anna Husarska, Maria Janion, Krystyna Kersten, Ewa Koźmińska-Frejlak, Stanisław Krajewski, Hanna Krall, Piotr Matywiecki, Anna Sobolewska, Bella Szwarcman-Czarnota, Dorota Szwarcman, Jerzy Tomaszewski, Bożena Umińska, Jan Woleński és Aleksander Ziemny.

## Külső hivatkozás
- A Midrasz honlapja